# André de Crète (hymnographe)
Pour les articles homonymes, voir André de Crète et Saint André.

André de Crète l'hymnographe, parfois appelé André de Jérusalem, est né vers 660 à Damas et mort à Mytilène un 4 juillet, très probablement en 740. Il est surtout connu pour être l'auteur d'odes de la liturgie byzantine regroupées sous le nom de Grand Canon. C'est un saint de l'Église orthodoxe et de l'Église catholique, fêté le 4 juillet,.

## Biographie

### Sources biographiques
Saint André de Crète a fait l'objet de quatre Vies (BHG 113, 114, 114a, 114b), qui se ramènent à une seule, la 113, écrite par le patrice et questeur Nicétas ; les autres sont essentiellement des paraphrases. La Vie abrégée 114a contient cependant quelques détails propres. Nicétas, très bien documenté, mais très discret sur l'activité d'André en faveur du culte des images, écrivait sans doute peu après la mort du saint, sous le règne de l'empereur iconoclaste Constantin V.

### Vie de saint André de Crète
André naquit à Damas une vingtaine d'années après la conquête musulmane de la Syrie. À l'âge de quinze ans, il se rendit à Jérusalem et y devint moine dans le monastère attenant au Saint Sépulcre. Il entra ensuite dans le clergé assistant Théodore, locum tenens du patriarcat de Jérusalem, et devint un de ses secrétaires. En 685, il accompagna à Constantinople les deux prêtres chargés de porter à l'empereur Constantin IV la confirmation de l'adhésion de l'Église de Jérusalem aux décrets du sixième concile œcuménique de 680 tenu contre les monothélistes ; ils arrivèrent dans la capitale à l'époque de l'avènement de Justinien II. André resta ensuite à Constantinople où il fut simple moine pendant une longue période. Remarqué par un empereur qui n'était pas Justinien II, mais probablement Léonce (695-698), il fut consacré diacre de la cathédrale Sainte-Sophie et nommé administrateur de l'Orphelinat et de la diaconie ou asile des vieillards de saint Eugène.
En 712 il était métropolite de Gortyne, en Crète, et à ce titre participa au concile réuni par l'empereur Philippicos pour annuler celui de 680 et rétablir le monothélisme ; il contresigna cette décision comme la plupart des autres évêques. Après la chute de Philippicos (juin 713), il confessa son erreur et revint à l'orthodoxie (dans une lettre conservée adressée à l'archidiacre Agathon de Sainte-Sophie). À Gortyne, il fonda une église dédiée à la Vierge des Blachernes et un hospice pour les malades pauvres. Il se réfugia avec la population dans la forteresse τοῦ Δριμέως, Tou Drimeos, pendant une attaque arabe, et la forteresse ne fut pas prise.
Vers la fin de sa vie, il quitta Gortyne pour Constantinople pour prêcher contre l'iconoclasme : ayant sans doute, comme le patriarche Germain Ier, refusé de signer l'édit iconoclaste de Léon III (janvier 730), il avait dû être déposé de son siège. En 740 il quitta la capitale, peut-être exilé, et mourut à Mytilène. Son corps fut ramené à Constantinople et enterré dans l'église Sainte-Anastasie.

## Œuvre
59 œuvres d'André de Crète sont répertoriées dans la Clavis Patrum Græcorum (de 8170 à 8228), dont vingt-deux inédites. Quarante sont des homélies. Selon l'abbé Migne, ses écrits sont « plus intéressants par la beauté et la noblesse du style que par le fond des choses » et il lui reproche d'utiliser souvent des sources apocryphes comme Denys l'Aréopagite.
Parmi ses œuvres qui sont éditées :
- Homilia in circumcisionem et in Basilium (CPG 8175), défense du culte des images, et faisant allusion à des destructions d'icônes, donc datant d'entre 730 et 740 ;
- Homilia in Lazarum quatriduanum (CPG 8177 ; BHG 2218), d'inspiration très anti-juive ;
- Homilia in apostolum Titum (CPG 8185 ; BHG 1852), prononcée en Crète entre 720 et 730 ;
- Homilia de humana vita et de defunctis (CPG 8191 ; BHG 2103), prenant l'empereur pour cible sur le thème « vanitas vanitatum », prononcée sans doute à Constantinople entre 730 et 740 ;
- De sanctarum imaginum veneratione (CPG 8193 ; BHG 1125), incomplète et d'attribution discutée, contenant une énumération d'images particulièrement sacrées depuis l'époque du Christ ;
- Homilia in sanctum Nicolaum (CPG 8187, BHG 1362), probablement des années 720 ;
- Laudatio de miraculis sancti Therapontis (CPG 8196 ; BHG 1798), prononcée dans l'église constantinopolitaine abritant les reliques de ce saint chypriote, située dans l'orphanotropheion de Zotique à Galata, récit des miracles produits par ces reliques, dont le culte comportait la pratique de l'« incubation » ; datant de l'époque où André est orphanotrophos, entre 695 et 711 ;

D'autre part il est considéré, en tant qu'hymnographe, comme l'inventeur du genre liturgique du Canon (une longue accumulation de strophes organisée autour des neuf odes bibliques traditionnelles), qui remplaça rapidement le genre plus ancien du kontakion (chant plus bref de 18 à 24 strophes). Vingt-quatre canons lui sont traditionnellement attribués, dont quatorze sont sans doute authentiques. Le Grand canon pénitentiel en 250 strophes, qui est le plus long et le plus connu, est lu entièrement le jeudi de la cinquième semaine du carême (dix-sept jours avant Pâques) dans les églises grecques. On peut citer également : le Canon sur la résurrection de Lazare (chanté à l'office de complies le vendredi de la sixième semaine du carême) ; le Canon sur la conception de sainte Anne (chanté le 9 décembre) ; le Canon en l'honneur des Macchabées (chanté le Ier août) ; le Canon en l'honneur de saint Ignace d'Antioche (chanté le 2 décembre) ; le Long canon en l'honneur de saints Syméon et Anne la prophétesse (en 180 strophes). On attribue aussi à André des chants liturgiques plus courts (tropaires) utilisés dans treize fêtes du calendrier de l'église grecque.

## Sources et références
1. ↑  La 8e année d'une indiction, donc en 725 ou 740, mais plutôt en 740 car il a pris parti contre l'iconoclasme.
2. ↑  Nominis : Saint André de Crète
3. ↑  Forum orthodoxe.com : saints pour le 4 juillet du calendrier ecclésiastique
4. ↑  H.-G. Beck, Kirche und theologische Literatur im byzantinischen Reich, Munich, 1959, p. 500-502.
5. ↑  Voir la raison donnée au retour d'André à Constantinople à la fin de sa vie : « la nécessité l'ayant rappelé dans la capitale », écrit simplement Nicétas dans la Vie 113 ; « Comme l'hérésie renaissante des iconomaques avait reçu la liberté de parole du fait de l'empereur impie, André, venu à Constantinople, la stigmatisa » lit-on dans la Vie 114a.
6. ↑  Il est cité, avec notamment le futur patriarche Germain Ier, alors métropolite de Cyzique, parmi « ceux qui partageaient les sentiments » (ὁμόφρονας) de Philippicos par la Chronique de Théophane le Confesseur (p. 382, éd. De Boor). M.-Fr. Auzépy (art. cit.) rapproche le moine « devin » (προορατικός) du monastère Tôn Kallistratou qui, selon Théophane, prédit l'empire à Philippicos et lui inspira sa politique religieuse (Ibid., p. 381), et le « Paul, moine du monastère Tôn Kallistratou, savant astrologue » (ἀστρονόμος), qui participa déjà au premier renversement de Justinien II par Léonce en 695 (Nicéphore, Bréviaire, § 40). André, dont la carrière se fit sous Léonce et Philippicos, était sans doute lié à ce personnage.
7. ↑  Il s’agit de l’acropole de Gortyne. Voir (en) Frank R. Trombley, « Mediterranean sea culture between Byzantium and Islam », dans Οἰ σκοτεινοί αἰώνες τοῦ Βυζαντίου (7ος - 9ος αι.), Athènes,‎ 2001, p. 162.
8. ↑  Siméon Vailhé 1902, p. 384-385.
9. ↑  Jacques-Paul Migne, Nouvelle encyclopédie théologique, volume 20, 1851, p. 355-356
10. ↑  Les « neuf odes bibliques » de la liturgie grecque, considérées comme un appendice du Psautier, sont les suivantes : le Cantique de Moïse (Ex. 15:1-19), le Nouveau Cantique de Moïse (Deut. 32:1-43), la Prière d'Anne mère de Samuel (I Rois 2:2-19), la Prière d'Habacuc (Ha. 3:2-19), la Prière d'Isaïe (Is. 26:9-20), la Prière de Jonas (Jon. 2:3-10), la prière des trois jeunes gens dans la fournaise (Dn. 3:26-56), le Cantique de la Mère de Dieu (Luc 1:46-55), la Prière de Zacharie père de Jean-Baptiste (Luc 1:68-79).

- CPG 8170-8228